# Diana Spencer (1710-1735)
Diana Spencer (Londres, 31 de julho de 1710 — 27 de setembro de 1735) foi uma neta de John Churchill, 1.º Duque de Marlborough. Ela foi encorajada por sua avó, Sarah Jennings, a esperar uma aliança real com o príncipe Frederico, Príncipe de Gales. Entretanto, o rei Jorge II da Grã-Bretanha, pai de Frederico, não permitiu tal ideia, e a Diana casou-se, em 1731, com John Russell, 4.º Duque de Bedford.
Pela Família Spencer, ela era prima distante da famosa Lady Diana Spence, Princesa de Gales (1961-1997), a primeira esposa do príncipe Carlos, Príncipe de Gales.